# Antilochos

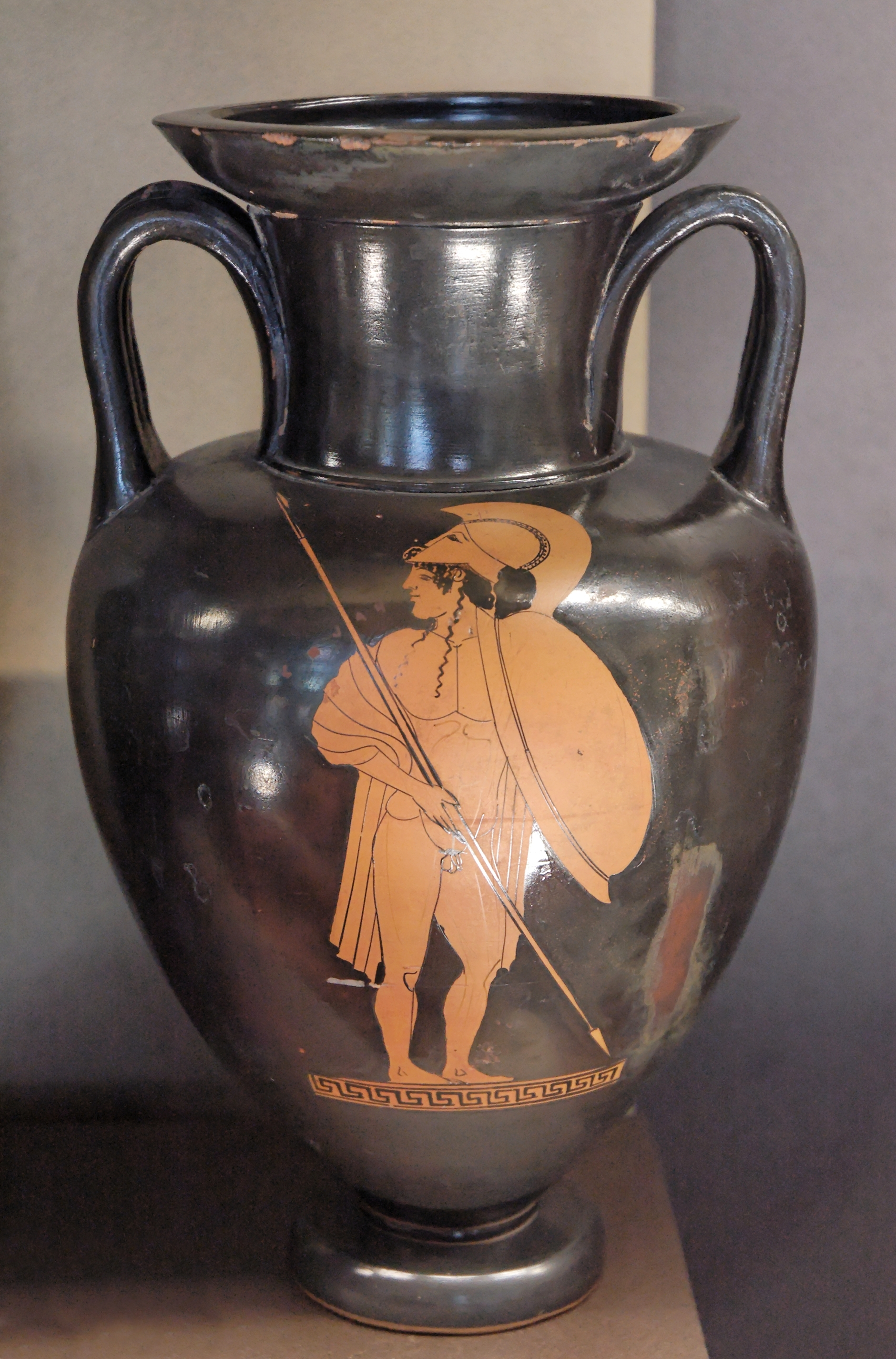
Antilochos auf einer attisch-rotfigurigen Halsamphora. Tithonos-Maler um 470 v. Chr.

Antilochos (altgriechisch Ἀντίλοχος Antílochos) ist in der griechischen Mythologie der älteste Sohn des Nestor und der Eurydike (oder auch der Anaxibia).
Er war ein Freier der schönen Helena und musste aus diesem Grunde am Trojanischen Krieg teilnehmen, nach einer anderen Überlieferung kam er spät, gegen den Willen seines Vaters und auf Fürsprache von Achilles, der ihn als Gefährten liebte.
Antilochos wurde von Menelaos dazu ausgewählt, Achill über den Tod des Patroklos zu informieren. Bei den Leichenspielen zu Ehren des Patroklos erreichte er im Wagenrennen den zweiten Platz.
Antilochos starb, als er seinem Vater zur Hilfe eilte und ihn vor dem Äthiopier Memnon schützte.
Achilles rächte den Tod seines Freundes, indem er Memnon tötete und richtete ein Leichenspiel für ihn aus. Antilochos wurde verbrannt und seine Asche neben der des Achilles und des Patroklos beigesetzt. Im Hades sind diese drei und Aias zusammen.